# مرد قانون (فیلم ۱۹۷۱)
مرد قانون (به انگلیسی: Lawman) فیلم وسترن آمریکایی محصول سال ۱۹۷۱ به کارگردانی مایکل وینر و با نقش‌آفرینی برت لنکستر، رابرت رایان و لی جی. کاب است.

## خلاصه داستان
هفت گاوچران مست در شهر باناک نیومکزیکو تصادفاً پیرمردی را می‌کشند و کلانتر شهر، جرد مداکس (برت لنکستر)، به‌دنبال آنان به شهر سابات می‌رود. کلانتر سابات، «کاتن رایان» (رابرت رایان) که جیره‌خوار گله‌داری به‌نام وینسنت برانسون (لی جی. کاب) - یکی از آن هفت نفر - است، با او همکاری نمی‌کند و…

## بازیگران
- برت لنکستر در نقش کلانتر جرد مداکس
- رابرت رایان در نقش کلانتر کاتن رایان
- لی جی. کاب در نقش وینسنت برانسون
- رابرت دووال در نقش ورنن آدامز
- شری نورث در نقش لارا شلبی
- آلبرت سالمی در نقش هاروی
- جی. دی. کانن در نقش هرد پرایس
- جوزف وایزمن در نقش لوکاس
- ریچارد جردن در نقش کرو ویلرایتِ
- جان مک‌گیور در نقش سم بولدن
- رالف ویت در نقش جک دکر
- جان بک در نقش جیسون
- ویلیام سی. واتسون در نقش چاکتالی
- والتر بروک در نقش لوتر هریس